# Christina Voß
Christina Voß (Perleberg, 7 de julho de 1952) é uma ex-handebolista alemã, medalhista olímpica.

## Carreira
Christina Voß fez parte da equipe alemã oriental do handebol feminino, medalha de prata em Montreal 1976, com um total de 5 jogos e 6 gols.